# (21466) Franpelrine
(21466) Franpelrine (1998 HZ91) – planetoida z pasa głównego asteroid okrążająca Słońce w ciągu 3,64 lat w średniej odległości 2,36 j.a. Odkryta 21 kwietnia 1998 roku.